# Дело чувашской буржуазно-националистической организации
Де́ло чува́шской контрреволюцио́нной буржуа́зно-националисти́ческой организа́ции — уголовное дело в отношении партийных, государственных и хозяйственных деятелей Чувашской АССР, рассмотренное с 1937 по 1941 год Судебной коллегией по уголовным делам Верховного суда РСФСР (1937—1939), Военным трибуналом Приволжского военного округа (1937—1939; 1941), Судебной коллегией по уголовным делам Верховного суда СССР (1940), Военной коллегией Верховного суда СССР (1941), Особым совещанием при НКВД СССР (ОСО, 1941).
По версии следователей НКВД Чувашкой АССР, фигуранты дела были причастны к существовавшей в Чувашской АССР со второй половины 1920-х годов «контрреволюционной буржуазно-националистической организации» под руководством ответственного секретаря Чувашского обкома ВКП(б) С. П. Петрова, председателя Совета народных комиссаров ЧАССР В. И. Токсина и председателя Президиума ЦИК ЧАССР А. Н. Никитина.

## Фигуранты дела
| Суд | Фамилия И О      | Нация   | Место работы в день ареста                                                                                      | Дата ареста | Дата решения | Приговор                                                  | Орган, принявший окончательное решение        | Статья УК РСФСР              | Год смер- ти |
| --- | ---------------- | ------- | --- | ----------- | ------------ | --------------------------------------------------------- | --------------------------------------------- | ---------------------------- | ------------ |
| ВТ  | Петров С. П.     | чуваш   | старший инспектор сектора районных сельских дорог Челябинского областного дорожного отдела                      | 1938.12.27  | 1941.05.13   | 10 лет, тюремное заключение                               | Военная коллегия ВС СССР                      | 58.11                        | 1942         |
| ВТ  | Андреев Я. А.    | русский | заведующий конезавода Ядринского района                                                                         | 1938.08.27  | 1941.05.13   | 10 лет, тюремное заключение                               | Военная коллегия ВС СССР                      | 58.10, 58.11                 | 1975         |
| ВТ  | Кузнецов И. Д.   | чуваш   | заведующий отделом школы культпросветработы Чувашского обкома ВКП(б)                                            | 1937.11.29  | 1941.05.13   | 8 лет, тюремное заключение                                | Военная коллегия ВС СССР                      | 58.10, 58.11                 | 1991         |
| ВТ  | Зефиров Ф. М.    | чуваш   | первый секретарь Чебоксарского горкома ВКП(б)                                                                   | 1937.07.24  | —            | дело прекращено за смертью обвиняемого                    | —                                             | —                            | 1941         |
| ВТ  | Токсин В. И.     | чуваш   | директор Чебоксарского кирпичного завода                                                                        | 1937.10.22  | 1941.05.13   | 10 лет, тюремное заключение                               | Военная коллегия ВС СССР                      | 58.7, 58.8, 58.11            | 1942         |
| ВТ  | Яковлев А. Я.    | чуваш   | заместитель председателя СНК Чувашской АССР                                                                     | 1938.05.04  | 1941.09.16   | 8 лет, ИТЛ                                                | Особое совещание при НКВД СССР                | 58.7, 58.10, 58.11           | 1948         |
| ВТ  | Чернов Е. С.     | чуваш   | нарком просвещения СНК ЧАССР                                                                                    | 1938.08.27  | 1941.05.13   | 8 лет, тюремное заключение                                | Военная коллегия ВС СССР                      | 58.7, 58.10, 58.11           | 1965         |
| ВТ  | Чернов Л. С.     | чуваш   | и. о. председателя правления Чувашского республиканского союза потребительских обществ                          | 1938.05.23  | 1941.09.16   | 5 лет, ИТЛ                                                | Особое совещание при НКВД СССР                | 58.7                         | 1942         |
| ВТ  | Харитонов А. Х.  | чуваш   | председатель Шумерлинского районного исполкома                                                                  | 1937.10.10  | 1941.09.16   | 8 лет, ИТЛ                                                | Особое совещание при НКВД СССР                | 19, 58.2, 58.6, 58.8, 58.11  | 1943         |
| ВТ  | Сымокин А. С.    | чуваш   | вр. и. о. директора Шихазановской МТС                                                                           | 1938.11.21  | 1941.09.10   | 8 лет, ИТЛ                                                | Особое совещание при НКВД СССР                | 19, 58.7, 58.8, 58.11        | 1980         |
| ВТ  | Ермаков М. Т.    | чуваш   | председатель Центрального Совета Осоавиахима ЧАССР                                                              | 1937.10.15  | 1941.09.16   | 8 лет, ИТЛ                                                | Особое совещание при НКВД СССР                | 19, 58.2, 58.7, 58.11        |              |
| ВТ  | Хрисанфов Т. П.  | русский | управляющий конторой «Чувашлеспромсбыта» города Чебоксары                                                       | 1939.03.17  | 1941.09.10   | 8 лет, ИТЛ                                                | Особое совещание при НКВД СССР                | 19, 58.2, 58.7, 58.10, 58.11 | 1974         |
| ВТ  | Иванов Г. И.     | чуваш   | председатель Госплана ЧАССР                                                                                     | 1937.09.29  | 1937.12.05   | 10 лет, ИТЛ                                               | Особое совещание при НКВД СССР                | 19, 58.8, 58.10, 58.11       | 1944         |
| ВС  | Юрьев П. Ф.      | чуваш   | заведующий сельсхозотделом Чувашского обкома ВКП(б)                                                             | 1938.08.05  | —            | уголовное преследование прекращено за смертью обвиняемого | —                                             | —                            | 1940         |
| ВС  | Васильев А. В.   | чуваш   | заместитель председателя ЦИК Чувашской АССР                                                                     | 1938.01.09  | 1941.09.16   | 8 лет, ИТЛ                                                | Особое совещание при НКВД СССР                | 58.7, 58.10, 58.11           | 1983         |
| ВС  | Морозов И. Я.    | чуваш   | заместитель уполномоченного комзаг Сталинградской области                                                       | 1938.07.27  | 1941.09.22   | 8 лет, ИТЛ                                                | Особое совещание при НКВД СССР                | 58.7, 58.10, 58.11           | 1944         |
| ВС  | Спиридонов М. Ф. | чуваш   | заместитель наркома НКЗ ЧАССР                                                                                   | 1937.07.15  | 1941.09.10   | 8 лет, ИТЛ                                                | Особое совещание при НКВД СССР                | 58.7, 58.10                  | 1942         |
| ВС  | Михопаркин А. Т. | чуваш   | НКЗ ЧАССР, начальник ветеринарного управления                                                                   | 1937.07.31  | 1940.05.20   | 2 года лишения свободы                                    | Судебная коллегия по уголовным делам ВС СССР  | 111                          |              |
| ВС  | Павлов Д. Т.     | чуваш   | Наркомат земледелия ЧАССР, начальник ветеринарного управления                                                   | 1937.10.09  | —            | уголовное преследование за смертью прекратить             | —                                             | —                            | 1940         |
| ВС  | Шулов А. П.      | русский | Наркомат земледелия ЧАССР, управляющий «Чувашской племзаготконторы»                                             | 1937.10.28  | 1941.09.16   | 8 лет, ИТЛ                                                | Особое совещание при НКВД СССР                | 58.7, 58.11                  |              |
| ВС  | Петров Н. П.     | чуваш   | Наркомат земледелия ЧАССР, агроном-семеновод                                                                    | 1937.10.29  | 1940.05.20   | 1,5 года, общие места заключения                          | Судебная коллегия по уголовным делам ВС СССР  | 111                          |              |
| ВС  | Кузьмин М. С.    | чуваш   | Исполком Тархановского района ЧАССР, заведующий здравотделом                                                    | 1937.05.21  | 1941.09.16   | 8 лет, ИТЛ                                                | Особое совещание при НКВД СССР                | 58.7, 58.10                  |              |
| ВС  | Гаврилов И. Г.   | чуваш   | Наркомат земледелия ЧАССР, агроном по кормам                                                                    | 1937.10.28  | 1939.10.12   | оправдан                                                  | Судебная коллегия по уголовным делам ВС РСФСР | —                            | 1944         |
| ВС  | Филиппов И. Ф.   | чуваш   | Наркомат земледелия ЧАССР, управляющий «Чувашкрахмалтреста»                                                     | 1937.12.25  | 1940.05.20   | 2 года лишения свободы                                    | Судебная коллегия по уголовным делам ВС СССР  | 109                          | 1965         |
| ВС  | Дмитриев А. Д.   | чуваш   | Исполком Яльчикского района ЧАССР, председатель                                                                 | 1938.06.21  | 1940.05.20   | 2 года лишения свободы                                    | Судебная коллегия по уголовным делам ВС СССР  | 58.7, 58.11                  |              |
| ВС  | Гаврилов М. Г.   | русский | Исполком Яльчикского района ЧАССР, заведующий заготовительной организацией; заведующий Яльчикским райземотделом | 1938.04.21  | 1940.05.20   | 2 года, общие места заключения                            | Судебная коллегия по уголовным делам ВС СССР  | 109                          |              |
| ВС  | Липатов П. И.    | чуваш   | Исполком Траковского района ЧАССР, председатель                                                                 | 1939.10.12  | 1940.05.20   | 2 года, общие места заключения                            | Судебная коллегия по уголовным делам ВС СССР  | 109                          | 1945         |
| ВС  | Майрин Е. Я.     | чуваш   | Наркомат внутренней торговли ЧАССР, заместитель наркома                                                         | 1937.10.20  | 1940.05.20   | 4 года, ИТЛ                                               | Судебная коллегия по уголовным делам ВС СССР  | 58.10                        | 1944         |
| ВС  | Ефремов К. М.    | чуваш   | Наркомат земледелия ЧАССР, ученик шофера в объединении «Союзплодовощь»                                          | 1937.10.19  | 1940.05.20   | 2 года, общие места заключения                            | Судебная коллегия по уголовным делам ВС СССР  | 109                          | 1941         |
| АР  | Никитин А. Н.    | чуваш   | ЦИК ЧАССР, председатель Президиума                                                                              | 1939.02.04  | —            | дело за смертью обвиняемого прекращено                    | —                                             | —                            | 1942         |

## Предыстория дела
Посланные из Москвы в Чебоксары в 1936 году уполномоченный Комиссии партийного контроля при ЦК ВКП(б) М. М. Сахьянова и инструктор ЦК ВЛКСМ О. П. Мишакова пришли к выводу, что С. П. Петров не внушает доверия, что Чувашия стала антипартийным, антисоветским, вражески-шпионским гнездом.
Сахьянова М. М. потребовала массового разоблачения врагов Советской власти, «оказавшихся в партийных, советских, профсоюзных и хозяйственных аппаратах Чувашской АССР», Мишакова О. П. разоблачала «врагов народа» в аппарате обкома ВЛКСМ. С марта 1936 по декабрь 1937 года она занималась партийной чисткой в Чебоксарах в качестве уполномоченного Комиссии партконтроля по Чувашской АССР. По ее инициативе была заменена вся руководящая верхушка Чувашии, включая первого секретаря Чувашского обкома ВКП(б) Сергея Петрова. Она «выявила» в Чувашии «антисоветское шпионское гнездо». 
Первой жертвой стал бывший председатель Главного суда, в то время прокурор Чувашской АССР Элифанов, которому Сахьянова поставила в вину «систематическое замазывание уголовных преступлений и нарушений социалистической законности», а также «ограждение от наказания врагов народа». В марте 1937 года Мария Сахьянова на собрании партактива в Чебоксарах сообщила присутствующим о напавшей на них «идиотской болезни самоуспокоенности» и призвала к «революционной бдительности». Тогда был подвергнут критике начальник Управления по делам искусств Аркадий Золотов. 
Выступление на XVIII областной партконференции в июне 1937 года, в котором она потребовала «усилить разоблачение врагов Советской власти, окопавшихся в партийном, советском, профсоюзном, комсомольском и хозяйственном аппаратах Чувашской АССР».
Главным обвинением, предъявляемым в ходе партийной чистки в Чувашии, было обвинение в «национализме». В результате изъятия из руководящего состава республики национальных чувашских кадров главные в республике посты на долгое время заняли русские руководители. После Петрова первым секретарем Чувашского обкома ВКП(б) в ноябре 1937 года на короткое время стал тоже чуваш Герасим Иванов. Но вскоре и Иванов был арестован и расстрелян. В результате главный пост в Чувашии занял Алексей Волков, а председателем СНК Чувашии стал А. В. Сомов. В Чувашской АССР была фактически свернута политика «коренизации» советского и партийного аппарата. 
Репрессии, в которых принимали самое активное участие сами чувашские лидеры, начались задолго до приезда Сахьяновой в Чебоксары. Непартийная чувашская интеллигенция, деятели культуры, искусства, религиозные деятели были зачищены еще в первой половине 30-х годов, а в 1937 году секретарь обкома Петров и прокурор республики Элифанов, наряду с наркомом внутренних дел республики Розановым составляли тройку по Чувашской АССР, выносящую внесудебные приговоры. Тем не менее, в 1953 году Сергей Петров был полностью реабилитирован и стал считаться «жертвой репрессий». 
Осенью 1937 года на XIV областной конференции ВЛКСМ О.П. Мишакова заявила, что «в аппарате ОК ВЛКСМ сидит враг». По ее требованию непосредственно на конференции были исключены из комсомола 7 человек, лишены делегатских мандатов 36 человек, которым было выражено политическое недоверие. Вскоре после конференции руководители чувашского комсомола А. С. Сымокин, И. Т. Терентьев и другие работники обкома ВЛКСМ были объявлены «врагами народа». Через несколько дней партийная коллегия комиссии партийного контроля при обкоме ВКП(б) занялась делом недавно снятого с поста первого секретаря обкома комсомола А. С. Сымокина. 8 декабря 1937 г. был вынесен вердикт: «Исключить из ВКП(б) за ряд грубейших политических ошибок, покровительство врагам». Новый первый секретарь обкома партии Герасим Иванов, избранный на место освобожденного от этой должности С. П. Петрова, добился отмены этого решения.
В начале декабря 1937 года, завершив свою работу в Чувашской АССР, Сахьянова вернулась в Москву.

## Аресты
Петров был арестован Челябинским УНКВД 28 декабря 1938
Но после ареста самого Г. И. Иванова его «ошибки» были «исправлены»: А. С. Сымокин 3 декабря 1938 г. был исключён из партии уже как «изъятый органами НКВД». Арест Александра Семёновича произошёл 1 ноября 1938 г.

## Судебное рассмотрение

### Рассмотрение дела Верховным судом РСФСР
19 сентября — 12 октября 1939 г. прошел процесс по обвинению группы работников Наркомата земледелия и других организаций Чувашии в причастности к «контрреволюционной буржуазно-националистической организации». К ответственности были привлечены 16 человек, среди них заместитель председателя ЦИК ЧАССР А. В. Васильев, нарком земледелия П.Ф. Юрьев, уполнаркомзаг по ЧАССР И.Я. Морозов, начальник животноводческого управления Наркомзема ЧАССР М.Ф. Спиридонов, инструктор школьного отдела Чувашского обкома ВКП(б) М.С. Кузьмин и др. 
По приговору судебной коллегии А.В. Васильев, П.Ф. Юрьев и И.Я. Морозов были приговорены к расстрелу (замененному после пересмотра дела длительным заключением), двенадцать подсудимых — к разным годам содержания, один был оправдан.

### Рассмотрение дела Приволжским Военным трибуналом в 1939
Судебный процесс на фигурантами дела состоялся в октябре—ноябре 1939 года. 
Приговор, вынесенный 19 ноября 1939 года, обвинил их в том, что они «создали контрреволюционную буржуазно-националистическую организацию, проводившую на протяжении ряда лет вредительскую подрывную деятельность в народном хозяйстве ЧАССР и ставившую конечной целью свержение советского строя». Им также инкриминировали «тесные связи с троцкистами и главарями правотроцкистского блока, ставя задачей осуществить теракты против руководителей Коммунистической партии и Советской власти». 
По версии следствия организацию возглавляли С. П. Петров, Я. А. Андреев и В.И. Токсин, создавшие в ней руководящий центр в виде «тройки». 
С. П. Петров, Я. А. Андреев, В. И. Токсин, Г. И. Иванов и М. Т. Ермаков были приговорены к расстрелу, остальные — к лишению свободы на срок от 10 до 20 лет.

### Рассмотрение дела в Военной коллегии Верховного суда СССР
20 мая 1940 года Военная коллегия Верховного суда СССР приняла решение пересмотреть приговор суда и направить на доследование.

### Пересмотр дела Приволжским Военным трибуналом в 1941
В феврале 1941 года Приволжский военный трибунал рассмотрел дело. Суд приговорил Петрова, Токсина, Андреева, Иванова к 10 годам лагерных работ; Кузнецова и Чернова присудили по 8 лет, потом 5 лет ссылки. 
В феврале 1941 г. после пересмотра дела военный трибунал приговорил С.П. Петрова, В.И. Токсина, Я.А. Андреева и Г.И. Иванова к 10 годам содержания в лагерях, сократил сроки И.Д. Кузнецову и Е.С. Чернову.
1941, 13 февраля — вынесение приговора Военным трибуналом ПриВО в отношении руководителей чувашской «контрреволюционной буржуазно-националистической организации»;
13 февраля 1941 года после пересмотра дела военный трибунал ПРИВО приговоры к расстрелу заменил десятью годами содержания в лагерях, сократил сроки наказания И. Д. Кузнецову и Е. С. Чернову.

## Последствия
Петров С. П. умер в заключении в посёлке Долинское Казахской ССР 15 февраля 1942 (по другим данным скончался 10 марта 1942 года в селе Доменское Карагандинской области Казахской ССР). 
Вернулся после полной отсидки срока И. Д. Кузнецов, дослужился до профессора, умер в старости, после тяжелой болезни в 1991 году. Некоторые умерли в лагере от работы в тяжелых условиях.

## Реабилитации после 1953 года
А в октябре 1956 года Комиссия партконтроля при ЦК КПСС рассмотрела записку первого секретаря Чувашского обкома Семёна Ислюкова, в которой была дана оценка действиям Марии Сахьяновой в Чувашии. Комиссия тогда приняла следующее решение: 
За допущенные поступки т. Сахьянова М.М. заслуживает исключения из рядов КПСС. Учитывая признание т. Сахьяновой М. М. своего антипартийного поведения, а также принимая во внимание её участие в прошлом в революционной работе, – объявить т. Сахьяновой строгий выговор с занесением в учётную карточку за антипартийное поведение в бытность уполномоченным КПК при ЦК КПСС по Чувашской АССР.
Решением КПК при ЦК КПСС от 24 марта 1956 г. посмертно реабилитирован был и Петров Сергей Порфирьевич.